# Porroig
Das Fauna-Flora-Habitat-Gebiet Porroig liegt im Südwesten der Balearen-Insel Ibiza östlich der Ortschaft Vista Alegre. Das etwa 113 Hektar große Schutzgebiet umfasst einen etwa einen Kilometer langen Küstenstreifen und das von Buschland geprägte Hinterland.

## Schutzzweck
Folgende Lebensraumtypen nach Anhang I der FFH-Richtlinie sind für das Gebiet gemeldet:
| EU Code | * | Lebensraumtyp (offizielle Bezeichnung)                                        | Fläche [ha] |
| ------- | - | ----------------------------------------------------------------------------- | ----------- |
| 5330    |   | Thermo-mediterrane Gebüschformationen und Vorwüsten (sonstige Gesellschaften) | 49,9        |

### Arteninventar
Folgende Arten von gemeinschaftlichem Interesse sind für das Gebiet gemeldet:
| Bild | EU Code | * | Art               | wissenschaftlicher Name | Artengruppe |
| ---- | ------- | - | ----------------- | ----------------------- | ----------- |
|      | 1550    |   |                   | Genista dorycnifolia    | Pflanzen    |
|      | 1252    |   | Pityusen-Eidechse | Podarcis pityusensis    | Reptilien   |